# Борзейги, Фрэнк
Фрэнк Борзе́йги (англ. Frank Borzage, /bɔrˈzeɪɡiː/; 23 апреля 1894 — 19 июня 1962) — американский кинорежиссёр и актёр, двукратный лауреат премии «Оскар» (1929, 1932).

## Биография
Отец будущего режиссёра, Луиджи Бордзага, родился в 1859 году в Ронцоне (тогда Австро-Венгрия, ныне Италия). Работая в Швейцарии каменщиком, он познакомился со своей будущей женой Марией Рюгг (1860—1947), работницей с шёлковой фабрики. В начале 1880-х Бордзага эмигрировал в Хэзлтон (Пенсильвания), где работал шахтёром. Вскоре он привёз в Хэзлтон свою невесту, и в 1883 году они поженились. В 1885 у них родился первенец, Генри. Затем семья переехала в Солт-Лейк-Сити, где оставалась до 1919 года. Всего у супругов было 14 детей, из которых выжило 8. Луиджи Бордзага погиб в автокатастрофе в 1934 г.
В 1912 году Фрэнк Борзейги начал сниматься в Голливуде. Как режиссёр дебютировал в 1915 году. Пик его карьеры пришёлся на вторую половину 1920-х годов. Испытав влияние Ф. В. Мурнау, в то время работавшего на «20th Century Fox», он выработал собственный визуально-романтический стиль в серии чрезвычайно успешных фильмов с Джанет Гейнор и Чарльзом Фарреллом. К ней относится фильм «Седьмое небо», за который Борзейги удостоился первого в истории «Оскара» за лучшую режиссуру. Повторно эту награду он получил в 1932 году за фильм «Плохая девчонка».
В 1940-х высокая репутация Борзейги сошла на нет. Из поздних его работ признания критиков удостоился лишь фильм-нуар «Восход луны» (1948). После этого он практически перестал работать в кино. В 1955 и 1957 годах Борзаге был удостоен премии Джорджа Истмена, присужденной Джорджем Истманом Хаусом за выдающийся вклад в искусство кино. Умер в 1962 году от рака.
Младший брат Фрэнка — Дэнни (Дэниэл) Борзейги (1896—1975), актёр, постоянно сотрудничавший с Джоном Фордом.

## Избранная фильмография
- 1927 — Седьмое небо / Seventh Heaven
- 1928 — Уличный ангел / Street Angel
- 1929 — Счастливая звезда / Lucky Star
- 1931 — Плохая девчонка / Bad Girl
- 1932 — Прощай, оружие! / A Farewell to Arms
- 1933 — Секреты / Secrets
- 1933 — Замок человека / Man’s Castle
- 1936 — Желание / Desire
- 1937 — Зелёный свет / Green Light
- 1938 — Три товарища / Three Comrades
- 1940 — Странный груз / Strange Cargo
- 1943 — Сестра его дворецкого / His Butler’s Sister
- 1943 — Солдатский клуб / Stage Door Canteen
- 1948 — Восход луны / Moonrise